# Platoon (jeu vidéo, 1987)
Platoon est un jeu vidéo sorti sur Amiga, Amstrad CPC, Apple II, Atari ST, Commodore 64, DOS, NES et ZX Spectrum à partir de 1987. Il s'agit d'une adaptation du film homonyme d'Oliver Stone conçu par Cho Musou, édité par Sunsoft et développé par Ocean Software. Dans ce jeu, il est possible de jouer chaque segment du long métrage grâce à des phases à la jouabilité différente. La première partie est un jeu à défilement horizontal dans la jungle où vous pouvez sauter et vous accroupir pour passer les obstacles ou se défendre contre des ennemis. La seconde partie est une traversée de tunnels en vue à la première personne.

## Résumé
Adapté du scénario du film, Platoon vous fait vivre les missions de cinq soldats américains qui doivent retrouver un village vietcong dans la jungle vietnamienne et remplir différentes missions selon une trame linéaire. 